# Fibroína
Fibroína é uma proteína insolúvel em água, tratando-se de um dos principais constituintes da seda. Esta substância é criada por aranhas, pela larva do bicho-da-seda (bombyx mori), bem como por outros géneros de mariposas, como a Antheraea, Cricula, Samia (mariposa), Gonometa e numerosos outros insetos.
A seda em estado bruto é composta por duas principais proteínas, a serina e a fibroína. Sendo que a fibroína se assume como o centro estrutural da seda, ao passo que a serina corresponde ao material pegajoso que a rodeia.
A proteína fibroína consiste em folhas beta antiparalelas. A sua estrutura primária é constituída, principalmente, da sequência de aminoácidos de repetição (Glicina-Serina-Glicina-Alanina-Glicina-Alanina)n. O elevado teor de glicina (e em menor proporção alanina) permite a embalagem apertada das folhas, o que contribui para a estrutura rígida de seda e resistência à tracção. A combinação de rigidez e resistência torna-o num material com potenciais aplicações em diversas áreas, incluindo a biomedicina e manufatura têxtil.
Fibroína organiza-se em três estruturas: a seda I, II e III. Seda I é a forma natural da fibroína, tal como é segregada pelas glândulas dos insectos. 
A seda II refere-se ao arranjo de moléculas de fibroína de seda enroscadas, tendo uma maior força, sendo por isso muitas vezes utilizado em várias aplicações comerciais. 
A seda III é uma estrutura recentemente descoberta da fibroína, a qual é formada, principalmente, em soluções de fibroína de uma interface (ou seja, interface ar e água, a interface de óleo e água, etc.).